# Kirkel
Kirkel er en kommune i Saarpfalz-Kreis, delstaten Saarland, Tyskland. I 2008 havde kommunen et indbyggertal på 10.105. Den er placeret 8 km syd-øst for Neunkirchen og 20 km øst for Saarbrücken.

## Bydele
- Altstadt (ca. 1820 indbyggere)
- Kirkel-Neuhäusel (ca. 4560)
- Limbach (ca. 3850)

## Borgmestre fra 1974
- 1974 – 1981: Ernst Bach SPD
- 1981 – 2001: Arno Hussong, SPD
- 2001 – 30. juni 2009: Armin Hochlenert, CDU
- fra 1. juli 2009: Frank John, SPD